# Temporada do Paysandu Sport Club de 2011
O Paysandu Sport Club em 2011 disputou três torneios distintos: o Campeonato Paraense (95º), Copa do Brasil (14º) e Campeonato Brasileiro - Série C (6º).

## Uniformes de Jogo

### Uniformes de Jogo
- 1º - Camisa azul, short azul e meias azuis;
- 2º - Camisa branca, short branco e meias brancas.

| 1º Uniforme | 2º Uniforme |  |

### Uniformes de treino
| Treino | C. tecnica |

### Semifinal
| 5 de janeiro | Inter Moengotapoe | 1 - 1 | Paysandu             | André Kamperveen Stadion, Paramaribo (Suriname) |
|              | Ricardo Misiedjan |       | Cristiano Laranjeira |                                                 |

|  |     | Penalidades |
|  | 4–5 |             |

### Final
| 9 de janeiro | Remo | 0 - 0 | Paysandu | André Kamperveen Stadion, Paramaribo (Suriname) |
|              |      |       |          | Público: 6 000                                  |

|  |     | Penalidades |
|  | 4–5 |             |

### Amistoso
| 21 de março | Independente-AP | 1 - 1 | Paysandu |  |
|             | Gol marcado     |       | Héliton  |  |

| 24 de março | Ypiranga-AP | 2 - 1 | Paysandu  |  |
|             | Gol marcado |       | Vanderson |  |

| 6 de junho | Paysandu                                  | 6 - 1 | Izabelense   | Curuzu, Belém |
| 10:00      | Mendes pen' · Zé Augusto · Billy · Junior |       | pen' Éverson |               |

| 11 de junho | Barcarenense | 1 - 2 | Paysandu       |  |
|             | Gol marcado  |       | Sidny · Mendes |  |

| 11 de julho | Paysandu | 1 - 1 | Águia de Marabá | Curuzu, Belém |
|             | Héliton  |       | Gol marcado     |               |

| 3 de Setembro | Paysandu                         | 4 - 3 | Independente-PA                         | Curuzu, Belém |
|               | Robinho · Diogo Galvão · Héliton |       | Gol marcado · Gol marcado · Gol marcado |               |

| 31 de Outubro | Seleção de São Miguel do Guamá | 0 - 2 | Paysandu                  |  |
|               |                                |       | Héliton · Rafael Oliveira |  |

| 3 de Dezembro | Banespa de Augusto Corrêa | 1 - 3 | Paysandu                      |  |
|               |                           |       | Djalma · Billy · Yago Pikachu |  |

| 23 de Dezembro | Paysandu  | 1 - 0 | Nacional-AM | Belém |
|                | Nenê Apeú |       |             |       |

### Campeonato Paraense

#### Taça Cidade de Belém
| 23 de janeiro | Paysandu                        | 4 - 2 | Castanhal | Curuzu, Belém |
| 10:00         | Rafael Oliveira · Alex Oliveira |       | Soares    |               |

| 29 de janeiro | Independente-PA            | 2 - 3 | Paysandu                                 | Navegantão, Tucuruí               |
| 16:00         | Wender · Fábio Gaúcho pen' |       | Thiago Potiguar · Mendes · Sandro Goiano | Árbitro: Joelson Silva dos Santos |

| 3 de Fevereiro | Paysandu                 | 2 - 0 | Tuna Luso | Curuzu, Belém |
| 20:30          | Thiago Potiguar · Mendes |       |           |               |

| 6 de Fevereiro | Paysandu                                        | 4 - 3 | Cametá                       | Curuzu, Belém |
| 16:00          | Rafael Oliveira 11' 64' 66' · Sandro Goiano 24' |       | 36' 88' 90' Leandro Cearense |               |

| 13 de Fevereiro | Remo                      | 3 - 1 | Paysandu        | Mangueirão, Belém |
| 16:00           | Marlon · Thiaguinho · Sam |       | Rafael Oliveira | Público: 37 942   |

| 16 de Fevereiro | Paysandu                      | 5 - 2 | Águia de Marabá | Curuzu, Belém  |
| 20:30           | Rafael Oliveira · Mendes pen' |       | Ley · Roma      | Público: 1 427 |

| 27 de Fevereiro | São Raimundo-PA                      | 3 - 2 | Paysandu               | Colosso do Tapajós, Santarém                            |
| 16:00           | Sató 33' 50' · Leandro Guerreiro 81' |       | 14' (pen) 45+1' Mendes | Público: 1 791 Árbitro: Marco Antônio da Silva Mendonça |

#### Semifinal
| 9 de Março | Independente-PA                   | 3 - 3 | Paysandu                            | Navegantão, Tucuruí |
| 16:00      | Marçal 28' · Fábio 39' · Cafu 74' |       | 08' 47' Rafael Oliveira · 56' Sidny |                     |

| 12 de Março | Paysandu                                         | 3 - 1 | Independente-PA | Curuzu, Belém |
| 16:00       | Rafael Oliveira 15' · Sidny 53' · Marquinhos 57' |       | 74' Marçal      |               |

#### Final
| 20 de Março | Cametá  | 1 - 2 | Paysandu   | Parque do Bacurau, Cametá |
| 16:00       | Jaílson |       | 07' Mendes |                           |

| 24 de Março | Paysandu                                     | 3 - 2 | Cametá                       | Curuzu, Belém                                                |
| 20:30       | Mendes 20' · Rafael Oliveira 32' 90+3' (pen) |       | 19' Jaílson · 39' (g.c.) Ari | Público: 13 450 Árbitro: PA Dewson Fernando Freitas da Silva |

#### Taça Estado do Pará
| 2 de Abril | Castanhal      | 1 - 1 | Paysandu | Modelão, Castanhal |
| 20:00      | Diguinho g.c.' |       | Mendes   |                    |

| 10 de Abril | Paysandu | 0 - 2 | Independente-PA | Curuzu, Belém |
| 16:00       |          |       | 18' 35' Adson   |               |

| 17 de Abril | Tuna Luso           | 1 - 3 | Paysandu                                  | Souza, Belém                                      |
| 10:00       | Adriano Miranda 47' |       | 06' Rafael Oliveira · 84' Sidny · 88' Ari | Público: 2 025 Árbitro: Edeval Augusto Figueiredo |

| 24 de Abril | Cametá                              | 2 - 1 | Paysandu    | Parque do Bacurau, Cametá |
| 16:00       | Vanderson 15' (g.c.) · Cassiano 73' |       | 26' Heliton |                           |

| 1 de Maio | Paysandu      | 1 - 1 | Remo               | Mangueirão, Belém |
| 16:00     | Vanderson 31' |       | 57' Rodrigo Dantas |                   |

| 7 de Maio | Águia de Marabá                        | 3 - 1 | Paysandu            | Zinho de Oliveira, Marabá                      |
| 19:00     | Edcléber 70' · Patrick 74' · Rayro 87' |       | 83' Rafael Oliveira | Público: 717 Árbitro: Joelson Silva dos Santos |

| 15 de Maio | Paysandu                                             | 3 - 1     | São Raimundo-PA      | Curuzu, Belém                                  |
| 16:00      | Rafael Oliveira 06' (pen) · Heliton 58' · Djalma 80' | relatório | 89' Rodrigo Santarém | Público: 380 Árbitro: Joelson Silva dos Santos |

#### Final (Taça Açaí)
| 19 de Junho | Independente-PA                  | 2 - 2     | Paysandu                | Navegantão, Tucuruí                          |
| 16:00       | Fábio Gaúcho 23' · Joãozinho 63' | relatório | 20' Andrei · 86' Mendes | Árbitro: PA Dewson Fernando Freitas da Silva |

| 26 de Junho | Paysandu                                    | 3 - 3     | Independente-PA                        | Mangueirão, Belém                                |
| 16:00       | Sidny 13' · Heliton 53' · Sandro Goiano 89' | relatório | 38' Marçal · 41' Wegno · 45' Joãozinho | Público: 19 478 Árbitro: PA Clauber José Miranda |

|                              |     | Penalidades             |  |
| Sidny Rafael Oliveira Mendes | 0–3 | Fábio Gaúcho Lima Adson |  |

### Copa do Brasil

#### Primeira fase
| 23 de fevereiro | Penarol                           | 2 – 3 | Paysandu                                 | Estádio Floro de Mendonça, Itacoatiara                |
| 16:00 (UTC-4)   | Marcos Pezão 28' · Rondinelli 46' |       | 7' Sandro Goiano · 65', 79' (pen) Mendes | Público: 1,772 Árbitro: Antônio Neuricláudio Costa AC |

| 2 de março    | Paysandu                         | 2 – 2 | Penarol                           | Estádio Curuzu, Belém                                       |
| 21:00 (UTC-3) | Hebert 58' · Rafael Oliveira 84' |       | 90+1' Zezé · 90+2' Thiago Verçosa | Público: 4,868 Árbitro: Mayron Frederico dos Reis Novais MA |

#### Segunda fase
| 30 de março   | Paysandu | 0 – 0  | Bahia | Estádio Mangueirão, Belém                      |
| 21:50 (UTC-3) |          | Súmula |       | Público: 14,637 Árbitro: Sandro Meira Ricci DF |

| 6 de abril    | Bahia                | 2 – 1  | Paysandu       | Estádio de Pituaçu, Salvador                        |
| 21:50 (UTC-3) | Souza 31' (pen), 41' | Súmula | 55' Zé Augusto | Público: 15,301 Árbitro: Luiz Flávio de Oliveira SP |

### Série C

#### 1º fase
| 18 de julho   | Araguaína | 0 – 1          | Paysandu        | Estádio Mirandão, Araguaína                       |
| 20:30 (UTC-3) |           | súmula borderô | 44' (pen) Fábio | Público: 3 212 Árbitro: GO Fabrício Nery Trindade |

| 25 de julho   | Paysandu   | 1 – 1          | Rio Branco-AC | Estádio Mangueirão, Belém                                    |
| 20:30 (UTC-3) | Josiel 34' | súmula borderô | 29' Ley       | Público: 12 181 Árbitro: MA Mayron Frederico dos Reis Novais |

| 7 de agosto   | Paysandu                                 | 2 – 1          | Águia de Marabá | Estádio Mangueirão, Belém                           |
| 16:00 (UTC-3) | Rafael Oliveira 52' · Rodrigo Pontes 90' | súmula borderô | 60' Vander      | Público: 11 556 Árbitro: PA Andrey da Silva e Silva |

| 13 de agosto  | Luverdense | 1 – 1          | Paysandu            | Estádio Passo das Emas, Lucas do Rio Verde      |
| 19:00 (UTC-4) | Ray 18'    | súmula borderô | 70' Rafael Oliveira | Público: 1 405 Árbitro: DF José de Caldas Souza |

| 20 de agosto  | Águia de Marabá         | 2 – 1          | Paysandu            | Estádio Zinho de Oliveira, Marabá                           |
| 19:00 (UTC-3) | Mendes 40' · Flamel 68' | súmula borderô | 53' Thiago Potiguar | Público: 3 162 Árbitro: PA Dewson Fernando Freitas da Silva |

| 28 de agosto  | Paysandu   | 1 – 0          | Luverdense | Estádio Curuzu, Belém                    |
| 16:00 (UTC-3) | Vágner 74' | súmula borderô |            | Público: 8 681 Árbitro: SP Raphael Claus |

| 11 de setembro | Rio Branco-AC                    | 2 – 1  | Paysandu            | Arena da Floresta, Rio Branco                              |
| 18:00 (UTC-4)  | Juliano César 27' · Testinha 68' | súmula | 84' Rafael Oliveira | Público: 6 430 Árbitro: GO Eduardo Tomaz de Aquino Valadão |

| 18 de setembro | Paysandu                                                       | 5 – 0          | Araguaína | Estádio Mangueirão, Belém                        |
| 16:00 (UTC-3)  | Josiel 2', 49' · Juliano 21' · Fábio 25' · Rafael Oliveira 79' | súmula borderô |           | Público: 10 119 Árbitro: PI Antônio Santos Nunes |

#### 2º fase
| 25 de setembro | Paysandu            | 1 – 0  | América de Natal | Estádio da Curuzu, Belém                          |
| 16:00 (UTC-3)  | Rafael Oliveira 86' | súmula |                  | Público: 8 586 Árbitro: ES Pablo dos Santos Alves |

| 2 de Outubro PARTIDA ANULADA[a][c] | Rio Branco-AC | 1 – 2 | Paysandu                        | Arena da Floresta, Rio Branco |
|                                    | Gol marcado   |       | Márcio Santos · Rafael Oliveira |                               |

| 6 de novembro | Luverdense        | 1 – 1  | Paysandu           | Passo das Emas, Lucas do Rio Verde |
| 18:00 (UTC-3) | Cléber Carioca 2' | súmula | 45+1' Fábio Gaúcho | Árbitro: RJ Felipe Gomes da Silva  |

| 8 de outubro  | CRB                                               | 3 – 0          | Paysandu | Estádio Rei Pelé, Maceió                               |
| 17:00 (UTC-3) | Rodrigão 19' · Aloísio 74' · Ewerton Maradona 77' | súmula borderô |          | Público: 11 008 Árbitro: PR Héber Roberto Lopes (FIFA) |

| 16 de outubro | Paysandu | 0 – 1          | CRB         | Estádio Mangueirão, Belém                                        |
| 16:00 (UTC-3) |          | súmula borderô | 56' Aloísio | Público: 22 494 Árbitro: SP Sálvio Spínola Fagundes Filho (FIFA) |

| 16 de novembro | Paysandu                 | 2 – 1          | Luverdense       | Estádio Mangueirão, Belém                                     |
| 20:30 (UTC-3)  | Heliton 9' · Robinho 38' | súmula borderô | 76' Odail Júnior | Público: 20 754 Árbitro: RJ Gutemberg de Paula Fonseca (FIFA) |

| 20 de novembro | América de Natal        | 2 – 1 | Paysandu            | Estádio Nazarenão, Goianinha   |
| 16:00 (UTC-3)  | Wanderley 10' · Max 26' |       | 51' Rafael Oliveira | Árbitro: MG Alício Pena Júnior |

## Estatísticas
- Atualizado em 23 de Dezembro

### Artilharia
A artilharia da temporada:
| #  | Futebolista          | Total | Amistosos | Paraense | Copa do Brasil | Série C |
| -- | -------------------- | ----- | --------- | -------- | -------------- | ------- |
| 1º | Rafael Oliveira      | 27    | 1         | 19       | 1              | 6       |
| 2º | Mendes               | 15    | 3         | 10       | 2              | 0       |
| 3º | Heliton              | 8     | 4         | 3        | 0              | 1       |
| 4º | Sidny                | 5     | 1         | 4        | 0              | 0       |
| 5º | Sandro Goiano        | 4     | 0         | 3        | 1              | 0       |
| 5º | Zé Augusto           | 4     | 3         | 0        | 1              | 0       |
| 6º | Thiago Potiguar      | 3     | 0         | 2        | 0              | 1       |
| 6º | Josiel               | 3     | 0         | 0        | 0              | 3       |
| 6º | Fábio                | 3     | 0         | 0        | 0              | 3       |
| 7º | Billy                | 2     | 2         | 0        | 0              | 0       |
| 7º | Diogo Galvão         | 2     | 2         | 0        | 0              | 0       |
| 7º | Vanderson            | 2     | 1         | 1        | 0              | 0       |
| 7º | Djalma               | 2     | 1         | 1        | 0              | 0       |
| 7º | Robinho              | 2     | 1         | 0        | 0              | 1       |
| 8º | Cristiano Laranjeira | 1     | 1         | 0        | 0              | 0       |
| 8º | Junior               | 1     | 1         | 0        | 0              | 0       |
| 8º | Alex Oliveira        | 1     | 0         | 1        | 0              | 0       |
| 8º | Marquinhos           | 1     | 0         | 1        | 0              | 0       |
| 8º | Ari                  | 1     | 0         | 1        | 0              | 0       |
| 8º | Andrei               | 1     | 0         | 1        | 0              | 0       |
| 8º | Hebert               | 1     | 0         | 0        | 1              | 0       |
| 8º | Rodrigo Pontes       | 1     | 0         | 0        | 0              | 1       |
| 8º | Vágner               | 1     | 0         | 0        | 0              | 1       |
| 8º | Juliano              | 1     | 0         | 0        | 0              | 1       |
| 8º | Nenê Apeú            | 1     | 1         | 0        | 0              | 0       |
| 8º | Yago Pikachu         | 1     | 1         | 0        | 0              | 0       |

### Desempenho dos treinadores
| Técnico            | J  | V  | E  | D  | GP | GC | SG | %     |
| ------------------ | -- | -- | -- | -- | -- | -- | -- | ----- |
| Sérgio Cosme       | 26 | 11 | 8  | 7  | 51 | 43 | 8  | 52,56 |
| Roberto Fernandes  | 13 | 6  | 5  | 2  | 26 | 18 | 8  | 58,97 |
| Edson Gaúcho       | 5  | 2  | 1  | 2  | 7  | 5  | 2  | 46,66 |
| Andrade            | 3  | 2  | 0  | 1  | 5  | 5  | 0  | 66,66 |
| Lecheva (Interino) | 1  | 1  | 0  | 0  | 3  | 1  | 2  | 100   |
| Nad                | 1  | 1  | 0  | 0  | 1  | 0  | 1  | 100   |
| Total              | 49 | 23 | 14 | 12 | 93 | 70 | 23 | 56,46 |